# Maratus laurenae
Maratus laurenae — вид павуків родини павуки-скакуни (Salticidae). Описаний у 2020 році.

## Назва
Вид названо на честь Лоран Марчіанті, що допомагала збирати типові зразки.

## Поширення
Ендемік Австралії. Поширений у Національному парку «Гора Ліндсі» у штаті Західна Австралія.

## Опис
Самці завдовжки 5 мм, самиці — 5,5 мм.